# Yann Tiersen

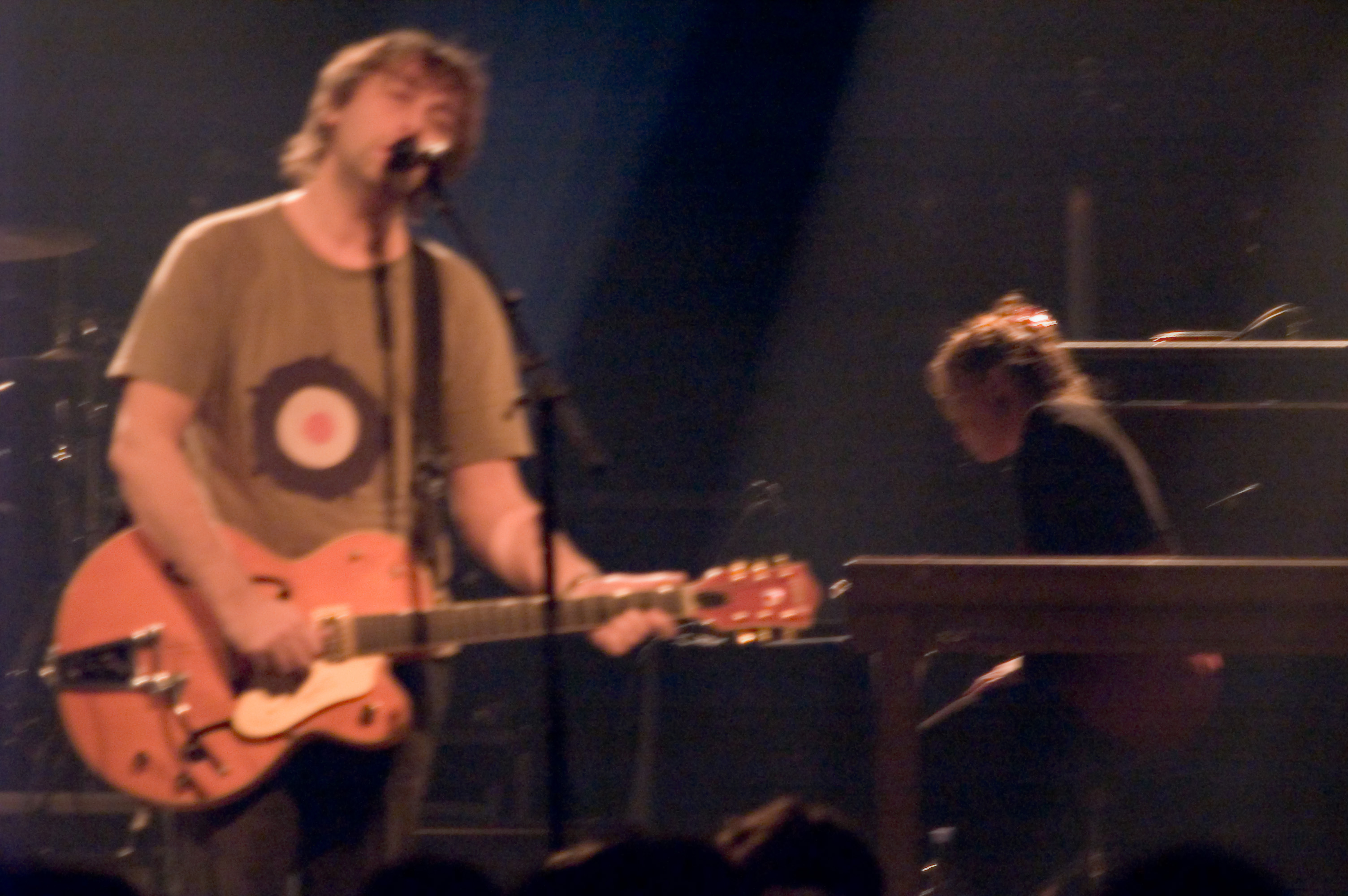
Yann Tiersens concert op 25 november 2005 in Frison, Fribourg, Zwitserland.

Yann Tiersen (Brest, 23 juni 1970) is een Frans musicus en componist. Hij werd geboren in Brest en woont in Parijs.

## Biografie
Al op jonge leeftijd had Tiersen grote interesse voor muziek. Dat in tegenstelling tot school, waar hij veel moeite mee had. Hij bracht zijn jeugd door in Rennes, waar hij viool en piano leerde spelen, en vervolgens orkestdirectie. Hij bespeelt zeer veel instrumenten, waaronder piano, viool, gitaar, accordeon en melodica. Ook heeft hij zich toegelegd op zang. Na zijn klassieke vorming bewoog hij zich op volwassen leeftijd meer richting de rock. In de jaren 1980 sloot hij zich aan bij meerdere rock-achtige groepen in Rennes. Vervolgens begon hij muziekstukken te schrijven voor theater en korte films.
In 1995 verscheen zijn eerste album, La Valse des monstres, een verzameling van zijn film- en theaterwerk. Na een jaar volgde Rue des cascades. Het titelnummer van dat album werd een jaar na verschijnen gebruikt voor de film La Vie rêvée des anges. Hoewel hij in Rennes een reputatie had opgebouwd, kreeg hij nog weinig aandacht van het publiek buiten die stad.
Zijn album Le Phare van 1998 bracht daar verandering in, vooral dankzij Monochrome, gecomponeerd door Dominique A. Door dat album was hij vaker op de radio te horen, en het gaf hem de gelegenheid om zijn vorige werken opnieuw uit te brengen. Dat jaar gaf hij veel concerten en tijdens de Transmusicales te Rennes gaf hij een uitzonderlijk concert voor het radiostation France Inter in het programma Black sessions van Bernard Lenoir, met een bonte groep gastmusici: Françoiz Breut, Dominique A, Married monk, Têtes raides, Mathieu Boogaerts, Bertrand Cantat van Noir Désir en Neil Hannon van The Divine Comedy, waar weer een album uit voortkwam: Black Sessions. Ook in dat jaar: Tout est Calme, een album met meer rockgeluid.
Het was wachten tot 2001 voor zijn volgende album: l'Absente, met weer veel gastmuzikanten. In datzelfde jaar kwam ook de soundtrack uit van de film Le Fabuleux Destin d'Amélie Poulain, die een groot succes werd (meer dan 700.000 verkochte exemplaren, met platina in Duitsland en Amerika). Tijdens enkele dansprogramma's in 2012 en 2013 wordt met name het pianonummer "Comptine d'un autre été: L'après-midi" uit de soundtrack "Amelie" gebruikt.
In 2002 volgden weer veel concerten. Een nieuw live-dubbelalbum kwam uit na een bijzonder concert in Parijs: C'était ici, waarbij zowel oude als nieuwe gasten meewerkten. In 2003 schreef hij de muziek voor de Duitse film Good bye, Lenin!, en in 2004 een cd waarop hij samen speelt met Shannon Wright.
Hierna volgden enkele albums onder eigen naam, waarin Tiersen neo-folk, klassieke muziek en electro op zijn eigen wijze naar voren brengt.

## Discografie
- 1995: La Valse des Monstres
- 1996: Rue des cascades (opnieuw uitgegeven in april 1999)
- 1998: Le Phare
- 1999: Tout est calme
- 1999: Black Session (live)
- 2001: L'Absente
- 2001: Le Fabuleux Destin d'Amélie Poulain (soundtrack van de gelijknamige film)
- 2001: Comptine d'un autre été: l'après midi
- 2002: C'était ici (live-dubbelalbum)
- 2003: Good bye, Lenin! (soundtrack van de gelijknamige film)
- 2004: Yann Tiersen & Shannon Wright (in samenwerking met Shannon Wright)
- 2005: Les Retrouvailles
- 2006: On Tour (live)
- 2008: Tabarly
- 2010: Palestine ('single-album')[1]
- 2010: Dust Lane
- 2011: Skyline
- 2013: The Lighthouse / Everything's Calm
- 2014: Infinity
- 2016: EUSA
- 2018: ALL
- 2021: Kerber
- 2022: 11 5 18 2 5 18

### NPO Radio 2 Top 2000
| Nummer met noteringen in de NPO Radio 2 Top 2000 | '18  | '19  | '20  | '21  | '22  | '23  | '24  |
| ------------------------------------------------ | ---- | ---- | ---- | ---- | ---- | ---- | ---- |
| Comptine d'un autre été: L'après-midi            | 1099 | 1233 | 1125 | 1039 | 1064 | 1217 | 1018 |

1. ↑  Een vetgedrukt getal geeft de hoogste notering aan.
2. ↑  2018 was het eerste jaar met een notering voor dit nummer.

## Referentie
1. ↑  (en) Palestine - Yann Tiers. Allmusic. Gearchiveerd op 30 januari 2025.

- Bibsys: 3077332
- Biblioteca Nacional de España: XX1490521
- Bibliothèque nationale de France: cb14023970h (data)
- CiNii: DA1692789X
- Gemeinsame Normdatei: 135231256
- International Standard Name Identifier: 0000 0001 1450 6545
- Library of Congress Control Number: no2003003999
- Nationale Bibliotheek van Letland: 000207200
- MusicBrainz: 12d432a3-feb0-49b1-a107-d20751880764
- Nationale Bibliotheek van Tsjechië: xx0049095
- Nationale bibliotheek van Australië: 41273502
- Nationale Bibliotheek van Israël: 987007301667705171
- Nationale Bibliotheek van Polen: a0000002055858
- Nationale en Universitaire bibliotheek Zagreb: 000638290
- Nederlandse Thesaurus van Auteursnamen: 243938500
- Réseau des bibliothèques de Suisse occidentale: 02-A005512879
- Système universitaire de documentation: 060161949
- Virtual International Authority File: 85612369
- WorldCat: E39PBJgHhDWV8Kvj37fVVcpF8C